# Dasybasis postica
Dasybasis postica är en tvåvingeart som först beskrevs av Christian Rudolph Wilhelm Wiedemann 1828.  Dasybasis postica ingår i släktet Dasybasis och familjen bromsar. Inga underarter finns listade i Catalogue of Life.